# Willem Janszoon

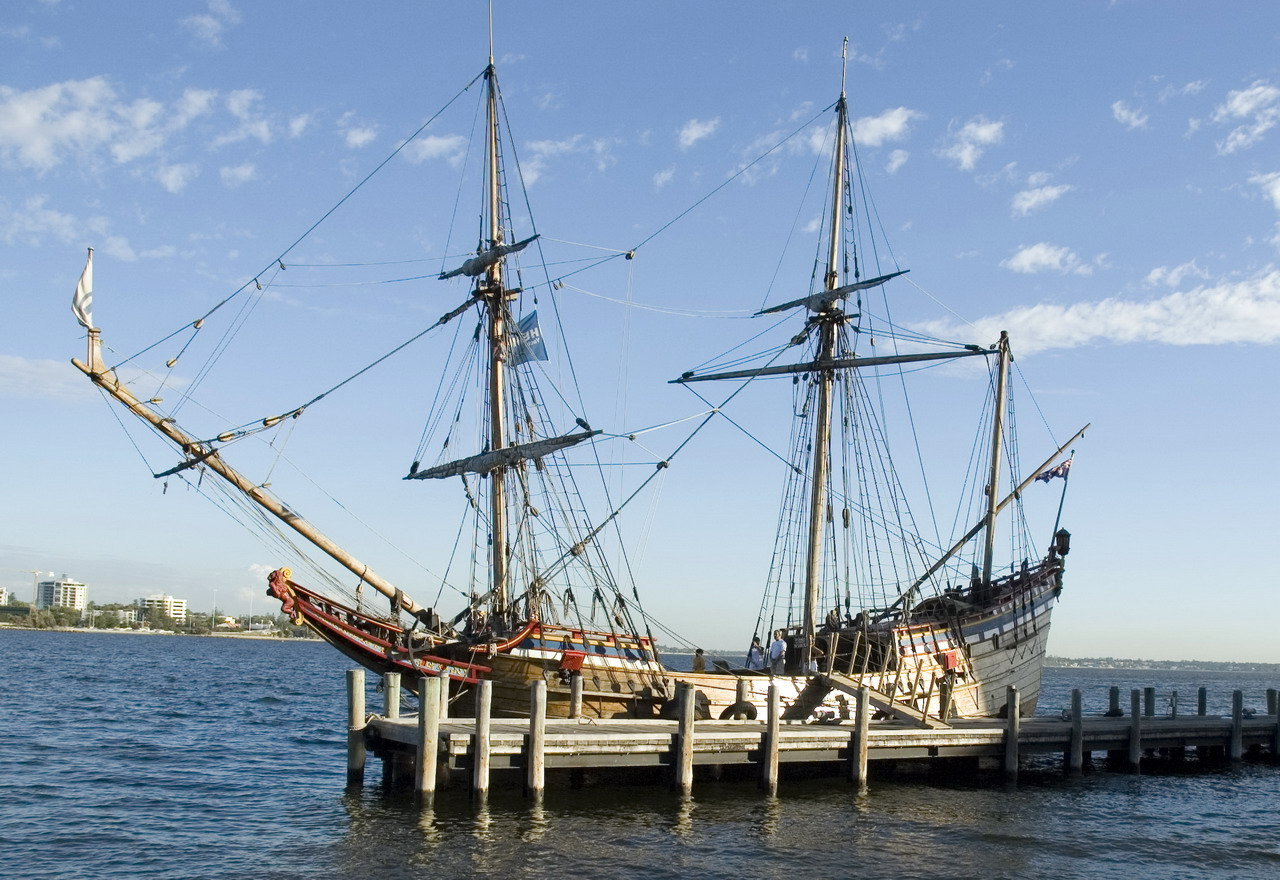
Replika Janszoonovy lodi Duyfken

Willem Janszoon (okolo. 1570–1630) byl nizozemský mořeplavec a koloniální guvernér, který jako první Evropan spatřil pobřeží Austrálie. Jeho jméno je někdy zkracováno na Willem Jansz. (s nebo bez tečky na konci). Pravděpodobně se narodil v Rotterdamu v Nizozemsku.

## První léta
O mládí Willema Janszoona není nic známo. První zpráva informuje o zahájení jeho služby v Oude compagnie, předchůdci Nizozemské východoindické společnosti, jako pomocníka na lodi Hollandia, která byla součástí druhé flotily, vyslané z Nizozemska do Nizozemské východní Indie roku 1598. 5. května 1601 opět plul do Východní Indie jako první důstojník na lodi Lam, jedné ze tří lodí flotily Jorise van Spilbergena.
Potřetí se Janszoon vyplavil z Nizozemska do Východní Indie 18. prosince 1603 jako kapitán na lodi Duyfken (nebo též Duijfken, což znamená “Malá holubice”), což byla jednou z dvanácti lodí velké flotily Stevena van der Hagen. Ve Východní Indii byl Janszoon vyslán vyhledat další obchodní odbytiště, zvláště pak ve “velké zemi Nová Guinea a dalších východních a jižních zemích”.

## Námořní průzkumy
18. listopadu 1605 vyplula loď Duyfken z Bantamu k západnímu pobřeží Nové Guineje. Janszoon poté přeplul východní část Arafurského moře, bez toho, že by proplul Torresovým průlivem a vplul do zálivu Carpentaria. 26. února 1606 poprvé spatřil řeku Pennefather na západním pobřeží u mysu York v Queenslandu, v blízkosti území, kde se v současné době nalézá město Weipa. Toto bylo první zaznamenané spatření australského kontinentu. Janszoon pokračoval v mapování zhruba 320 km pobřeží, které, jak se domníval, bylo jižním výběžkem Nové Guineje.
Země, kterou nalezl, byla močálovitá a lidé nepřátelští. Deset z jeho mužů bylo zabito během několika průzkumů pobřeží. U mysu Keerweer (“Turnabout”), jižní části Albatrosího zálivu se Janszoon rozhodl k návratu a do Bantamu připlul v červnu 1606. Zemi, kterou objevil nazval “Nieu Zelandt” po nizozemské provincii Zeeland, avšak toto jméno se nevžilo a později je použil Abel Tasman pro Nový Zéland. Duyfken se ocitla na začátku Torresova průlivu v březnu 1606, několik týdnů předtím, než jím Torres proplul.
Janszoon poté, co se vrátil do Nizozemska věřil, že jižní pobřeží Nové Guineje je spojeno se zemí, podél které se plavil a holandské mapy reprodukovaly tuto chybu po mnoho let.

## Druhá plavba do Austrálie
31. července 1618 Janszoon přistál u ostrova na 22° j.š. ve vzdálenosti 22 a 240 mil jihojihovýchodně od Sundského průlivu. Za toto místo je obecně považován poloostrov od místa zvaného Point Cloates (22°43′ j.š. 113°40′ v.d. / 22.717° j.š. 113.667° v.d.) až po Severovýchodní mys (21°47′S 114°09′E / 21.783°S 114.15°E) na západním australském pobřeží. Janszoon jej považoval za ostrov, aniž by ho celý obeplul.

## Kariéra
Janzsoon sloužil v Nizozemské východní Indii během několika období (1603–11, 1612–16 včetně doby, kdy byl guvernérem na Fort Henricus na Soloru, a 1618–28, během tohoto období sloužil jako admirál nizozemské flotily  a byl guvernérem Bandy (1923–27). Roku 1619 byl vyznamenán zlatým řetězem v ceně 1000 guldenů, za zadržení čtyř lodí Britské východoindické společnosti, které pomáhaly Javáncům při obraně města Jakarty proti Holanďanům. V červnu 1627 se vrátil do Batavie a brzy poté jako admirál flotily osmi plavidel odplul na diplomatickou misi do Indie. 4. prosince 1628 vyplul do Holandska a 16. července 1629 podal zprávu o stavu Indií v Haagu. V té době byl ve věku okolo šedesáti let a přál si odejít do důchodu po vysilující a úspěšné službě pro svou zemi. O jeho posledních letech není nic známo, pouze se předpokládá, že zemřel roku 1630.

## Dochovalé záznamy
Původní deníky a lodní záznamy napsané během Janszoonovy plavby roku 1606 jsou ztraceny. Mapa z Duyfkent, která ukazuje místo prvního přistání v Austrálii měla lepší osud. Existovala ještě v roce 1622, kdy Hessel Gerritsz vytvořil svoji mapu Tichého oceánu, a kam hodnoty z mapy z Duyfkenu zapracoval. Vytvořil tak první mapu obsahující některé části Austrálie. Tato mapa existovala ještě roku 1670, kdy byla vytvořena její kopie, která se nakonec dostala do Císařské knihovny ve Vídni a přetrvala zde zapomenuta dvě stě let. Tato mapa se částí Atlasu Blaeu Van der Hema a byla do Vídně přivezena roku 1730 princem Evženem Savojským.